# 児玉定子
児玉 定子（こだま さだこ、1913年9月11日 - 1991年10月2日）は、日本の栄養学者。

## 略歴
東京出身。東京家政専門学校(現東京家政学院大学)卒。労働科学研究所の生化学栄養研究室研究員をへて,昭和女子大学助教授,福島県立会津短期大学教授、帝京短期大学教授を務めた。日本料理四条真流師範。

## 著書
- 『「栄養指導」講義 栄養士法準拠』労働科学研究所 1956
- 『栄養指導と栄養行政』学術出版社(栄養指導) 1970
- 『日本の食事様式 その伝統を見直す』1980 中公新書
- 『宮廷柳営豪商町人の食事誌』築地書館 1985

共著
- 『調理学』高木和男共著 柴田書店 1956

## 論文
- ＜児玉定子